# Patuleia

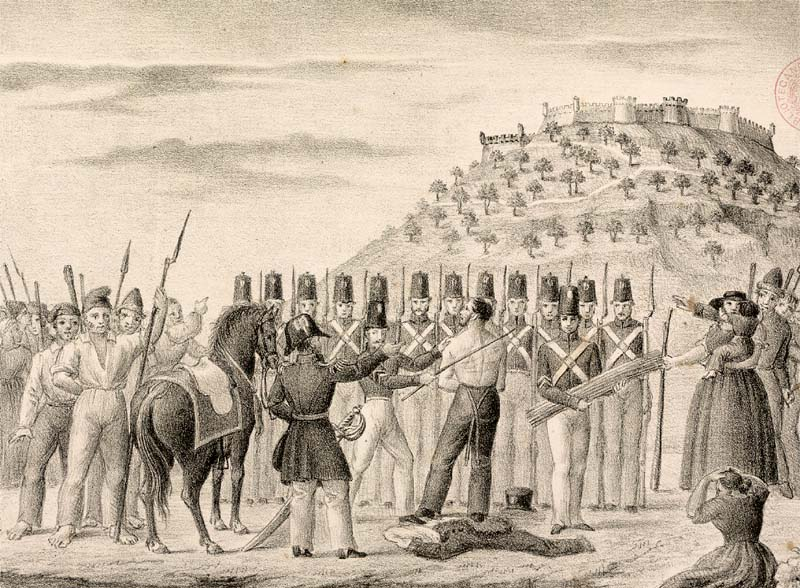
Grabado que muestra a soldados azotando a un civil durante la Patuleia.

Patuleia o Guerra de la Patuleia, es el nombre dado a la guerra civil que, después de la revolución de María da Fonte y estrechamente asociado a ella, se desencadenó en Portugal.
La causa primera fue el nombramiento, tras el golpe palaciego del 6 de octubre de 1846, conocido como la Emboscada, de un gobierno claramente cartista presidido por el mariscal João Oliveira e Daun, Duque de Saldanha. La guerra civil tuvo una duración de cerca de ocho meses, enfrentando a los cartistas (con el apoyo de la reina María II) a una coalición contra-natura que unía a septembristas y miguelistas. La guerra terminó con una clara victoria cartista, materializada el 30 de junio de 1847 en la firma de la Convención de Gramido, tras la intervención de fuerzas militares extranjeras (británicas y españolas) enviadas por la Cuádruple Alianza.